# Burgruine Altenburg (Eppan)
Die Altenburg ist die Ruine einer Höhenburg bei St. Pauls in der Gemeinde Eppan in Südtirol. Sie steht auf einem Moränenhügel der Würm-Eiszeit im Warttal über dem Paulser Loch, gegenüber von Burg Warth. Die Ruine ist heute Privatbesitz und kann nicht besichtigt werden.

## Geschichte
Von der aus dem späten 12. Jahrhundert stammenden Burg sind nur wenige Reste erhalten, die kaum Aussagen über den Grundriss und das frühere Aussehen der Burg zulassen. Nach Urkunden wurde sie um 1189 von Graf Egno I. von Eppan erbaut, vollendet aber erst unter dem Hochstift Trient, dem sie als Lehen angetragen wurde. 1195 war Ulrich von Grumsberg Burgvogt. Die Burg war ursprünglich wohl eine Anlage der Grafen von Eppan zur Sicherung des Weges durch das Warttal. Die Herkunft des Burgnamens ist nicht eindeutig geklärt.
Später wurde die Burg Sitz des gleichnamigen Gerichts, das fast das gesamte Gebiet des heutigen Eppan umfasste, und Wohnstatt der jeweiligen Richter des Grafen, bzw. später der Tiroler Landesfürsten, die von hier aus den wirtschaftlich bedeutsamen Eppaner Sprengel durch Gerichtspfleger verwalten ließen.
Um 1400 war die Burg im Besitz der Herren von Schlandersberg, die wegen ihres Bündnisses mit Heinrich von Rottenburg 1410 von Herzog Friedrich mit der leeren Tasche auf Altenburg belagert wurden. 1494 und 1496 ist Connradt Lennser (Lannser) als landesfürstlicher „richter zu Altennburg ze Eppann“ nachgewiesen. Im 16. Jahrhundert verfiel die Anlage langsam, und die Gerichtsverhandlungen wurden offenbar in das Schloss Gandegg verlegt, denn um 1550 hieß der Gerichtsherr Blasius Khuen zu Gandegg. Um 1910 wurde der mittelalterliche Palas als kleines Haus um- und ausgebaut.
Aus dem Jahr 1570 ist ein Altenburger Weistum mit eigener Gerichtsordnung überliefert (Fürgenommen gerichts-ordnung gerichts Altenburg).